# Neri-Mandei Niannguara
Neri-Mandei Niannguara (gre. Νέρι Νιαγκουάρα; ur. 14 marca 1983 w Atenach) – grecka pływaczka, specjalizująca się w stylu dowolnym.
Trzykrotna brązowa medalistka mistrzostw Europy. Uczestniczka igrzysk olimpijskich w Atenach na dystansie 100 m (6. miejsce w finale) i 50 m stylem dowolnym (10. miejsce w półfinałach) oraz w Londynie na 50 (21. miejsce) i 100 m stylem dowolnym (32. miejsce), a także w sztafecie 4 x 100 m stylem dowolnym.